# معالجة الكلام العصبية الحاسوبية
معالجة الكلام العصبية الحاسوبية هي محاكاة حاسوبية لإنتاج الكلام وإدراكه من خلال الإشارة إلى العمليات العصبية الطبيعية لإنتاج الكلام وإدراكه، لأنها تحدث في الجهاز العصبي البشري (الجهاز العصبي المركزي والجهاز العصبي المحيطي).  يعتمد هذا الموضوع على علم الأعصاب وعلم الأعصاب الحاسوبي.

## نظرة عامة
النماذج العصبية الحاسوبية لمعالجة الكلام معقدة، وهي تشمل على الأقل جزءًا إدراكيًا وجزءًا حركيًا وجزءًا حسّيًا.
يشتمل الجزء الإدراكي أو اللغوي لنموذج العصبية الحاسوبية لمعالجة الكلام على التفعيل العصبي أو توليد تمثيل نطقي على جانب إنتاج الكلام، مثل النسخة العصبية الحاسوبية والنسخة الموسعة لنموذج ليفلت الذي طوره أردي رويلوفس: ويفر++ وكذلك التفعيل العصبي أو توليد نية أو معنى على جانب إدراك الكلام أو فهم الكلام.
يبدأ الجزء الحركي لنموذج العصبية الحاسوبية لمعالجة الكلام بتمثيل صوتي لعنصر الكلام، ثم يفعّل المخطط الحركي وينتهي بلفظ عنصر الكلام هذا.
يبدأ الجزء الحسي من نموذج العصبية الحاسوبية لمعالجة الكلام بإشارة سمعية لعنصر الكلام (إشارة الكلام السمعية)، ويولد تمثيلًا سمعيًا لتلك الإشارة ويفعل التمثيل الصوتي لعنصر الكلام هذا.

## مواضيع معالجة الكلام العصبية الحاسوبية
معالجة الكلام العصبية الحاسوبية هي معالجة الكلام من قبل الشبكات العصبية الاصطناعية. الخرائط العصبية والتعيينات والمسارات كما هو موضح أدناه، هي هياكل نموذجية، أي بنى مهمة داخل الشبكات العصبية الاصطناعية.

### الخرائط العصبية
يمكن تقسيم الشبكة العصبية الاصطناعية إلى ثلاثة أنواع من الخرائط العصبية، تسمى أيضًا «الطبقات»:
1. خرائط المدخلات (في حالة معالجة الكلام: خريطة سمعية أولية ضمن القشرة السمعية، خريطة حسية جسدية أولية ضمن القشرة الحسية الجسدية)
2. خرائط المخرجات (خريطة حركية أولية الأساسية ضمن القشرة الحركية الأولية)
3. خرائط قشرية عالية المستوى (وتسمى أيضًا «الطبقات المخفية»).

يُفضل استخدام مصطلح «الخريطة العصبية» هنا على مصطلح «الطبقة العصبية»، لأن الخريطة العصبية القشرية يجب أن تُشكَّل على أنها خريطة ثنائية الأبعاد للخلايا العصبية المترابطة (انظر الشكل 1). وهكذا، تُمثل كل «خلية عصبية نموذجية» أو «خلية عصبية اصطناعية» فيزيولوجيًا ضمن هذه الخريطة ثنائية الأبعاد بواسطة عمود قشري لأن القشرة الدماغية تشريحيًا هي هيكلية ذات طبقات.

### عمليات التمثيل العصبية (الحالات العصبية)
عمليات التمثيل العصبية داخل الشبكة العصبية الاصطناعية هي حالة (عصبية) تُفعّل مؤقتًا داخل خريطة عصبية محددة.  تُمثَّل كل حالة عصبية بواسطة نمط تفعيل عصبي معين. يتغير نمط التفعيل هذا أثناء معالجة الكلام (على سبيل المثال من مقطع لفظي إلى مقطع لفظي آخر).
في نموذج ACT، يُفترض أن الحالة السمعية يمكن تمثيلها بـ «صورة طيفية عصبية» (انظر الشكل 2) داخل خريطة الحالة السمعية.  يُفترض أن خريطة الحالة السمعية هذه موجودة في قشرة الارتباط السمعي في الدماغ.
يمكن تقسيم الحالة الحسية الجسدية إلى حالة لمسية حسية عميقة ويمكن تمثيلها بواسطة نمط تفعيل عصبي معين داخل خريطة الحالة الحسية الجسدية. يُفترض أن خريطة الحالة هذه موجودة في قشرة الارتباط الحسي الجسدي. التمثيلات العصبية التي تحدث في الخرائط الحسية والحركية هي تمثيلات موزعة: (هينتون وآخرون 1968). تفعّل كل خلية عصبية داخل الخريطة الحسية أو الحركية، ما يؤدي إلى نمط تفعيل معين.
التمثيل العصبي لوحدات الكلام التي تحدث في الخريطة الصوتية للكلام هو تمثيل دقيق أو محلي.  يُمثل كل عنصر من عناصر الكلام أو كل وحدة من وحدات الكلام هنا بواسطة خلية عصبية محددة.